# Cepora lichenosa
Cepora lichenosa är en fjärilsart som beskrevs av Moore 1877. Cepora lichenosa ingår i släktet Cepora och familjen vitfjärilar. Inga underarter finns listade i Catalogue of Life.